# Linyphia textrix
Linyphia textrix là một loài nhện trong họ Linyphiidae.
Loài này thuộc chi Linyphia. Linyphia textrix được Charles Athanase Walckenaer miêu tả năm 1842.